# Адміністративний поділ Боснії і Герцеговини

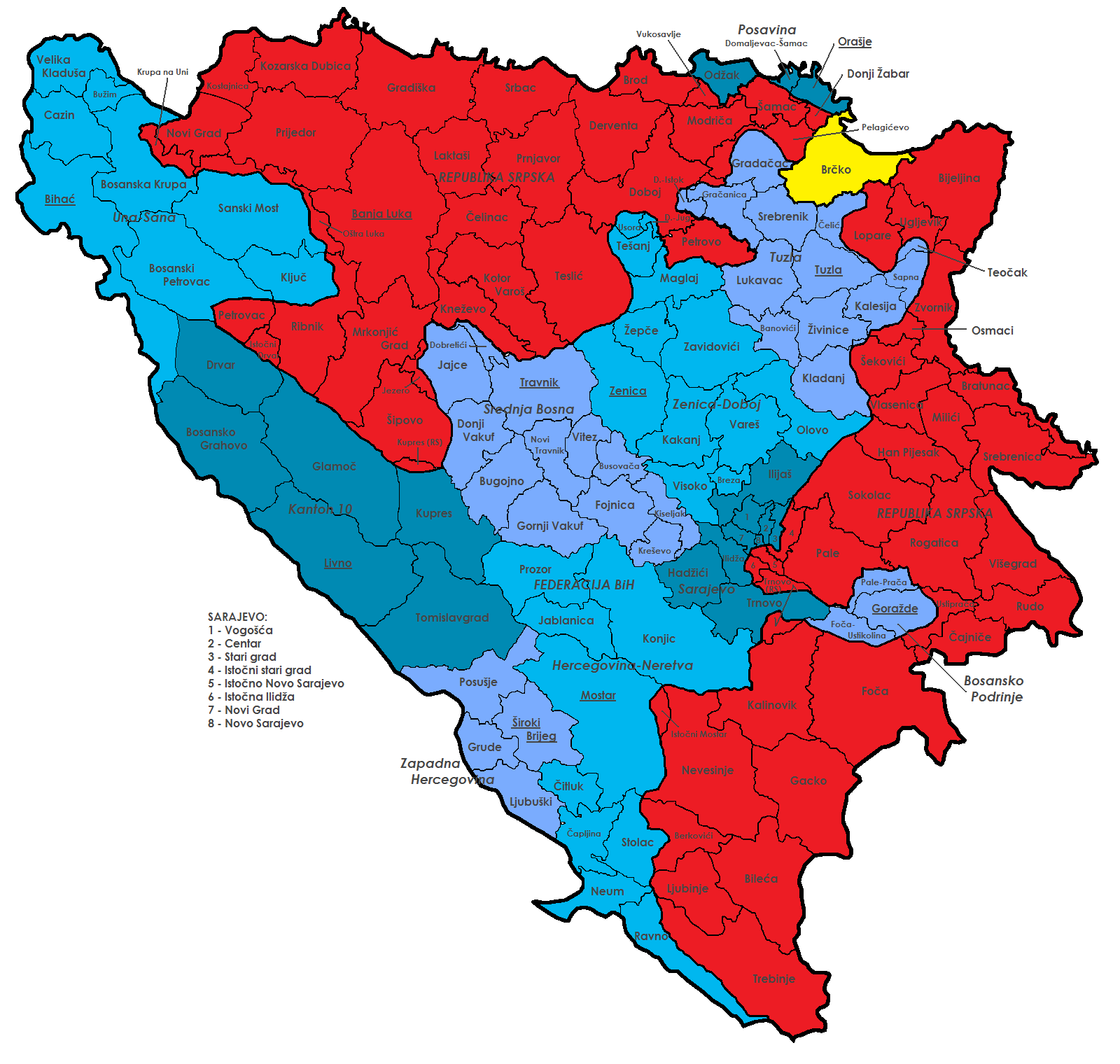
Адміністративний устрій Боснії і Герцеговини

Адміністративний устрій Бо́снії і Герцегови́ни — держава складається з мусульмансько-хорватського і сербського ентитетів (босн. entitet): Федерації Боснії і Герцеговини і Республіки Сербської — близьких за статусом до суб'єктів конфедерації, але без права виходу з її складу. Округа Брчко управляється окремо від ентитетів.

## Федерація Боснія і Герцеговина

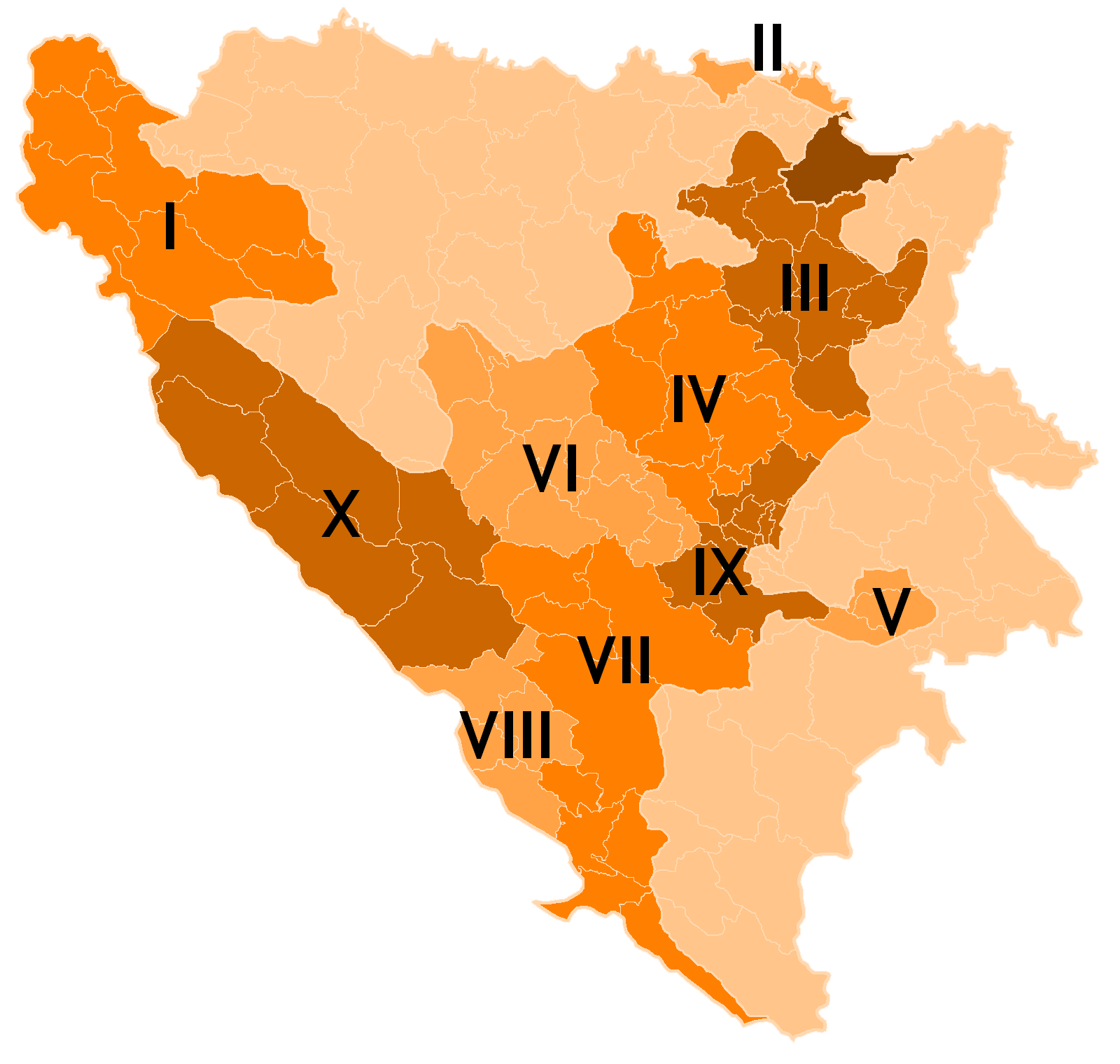
Мапа кантонів Федерації Боснії і Герцеговини

Розділена на 10 кантонів (босн. kantoni).
- Унсько-Санський
- Посавський
- Тузланський
- Зеніцько-Добойський
- Боснійсько-Подринський
- Середньобоснійський
- Герцеговинсько-Неретванський
- Західногерцеговинський
- Сараєвський
- Герцег-Босанський

Кантони діляться на 79 громад (хорв. općine).

## Республіка Сербська
Див. також: Громади Республіки Сербської

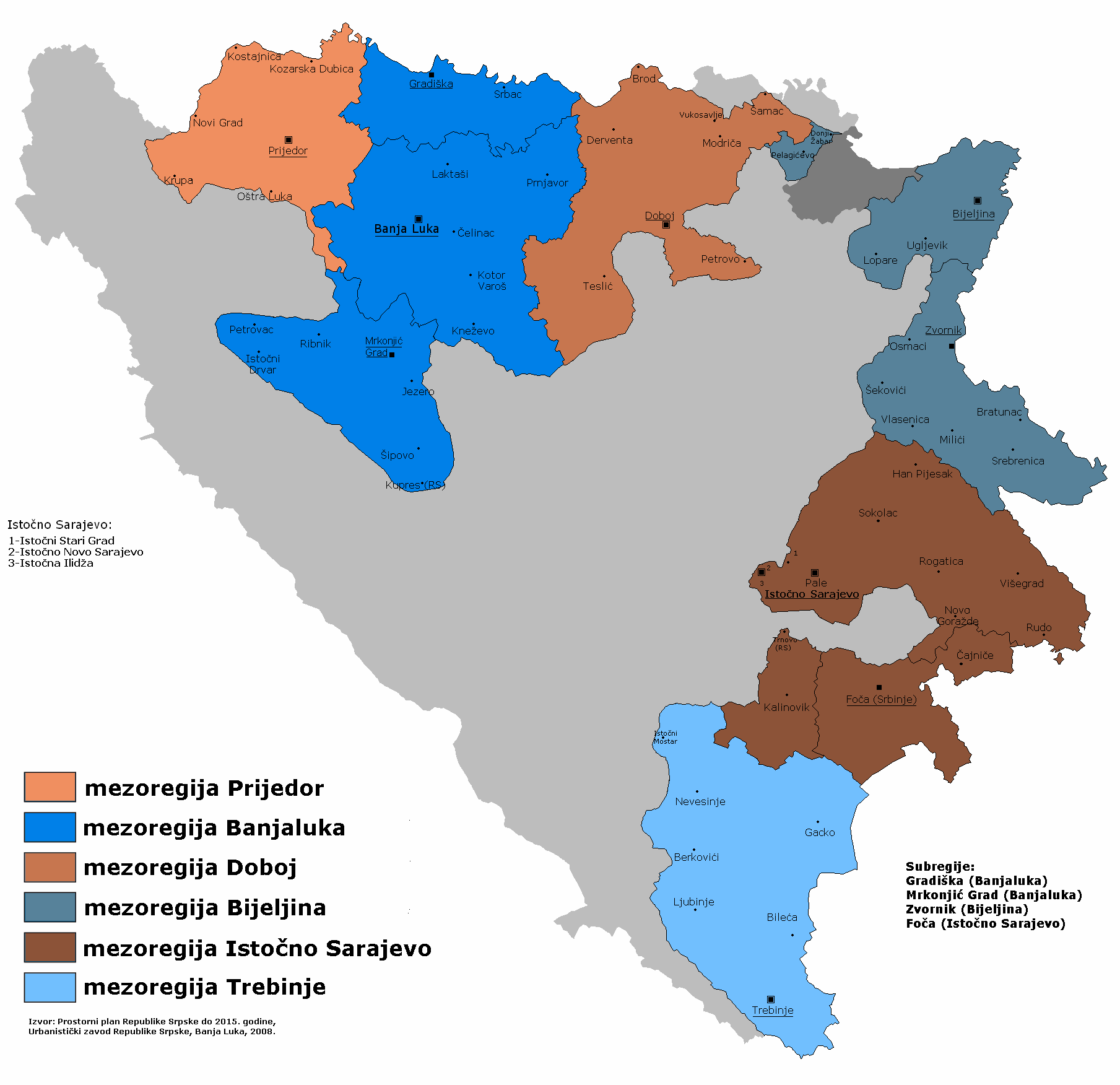
Регіони (мезорегіони) Республіки Сербської за Тер. планом 2008—2015

Територіальний план Республіки Сербської 2008—2015 рр. утворює 6 регіонів (серб. регије) або мезорегіонів (серб. мезорегије):
1. Прієдор (раніше входив до складу географічного регіону Баня-Лука)
2. Баня-Лука, в тому числі 2 субрегіона: Мрконіч-Град і Градишка
3. Добой
4. Бієліна, в тому числі субрегіон Зворнік
5. Істочно-Сараєво, в тому числі субрегіон Фоча
6. Требинє

Це регіони територіального планування Республіки Сербської (2008—2015), аналогічні статистичним регіонам, які не носять адміністративного характеру.

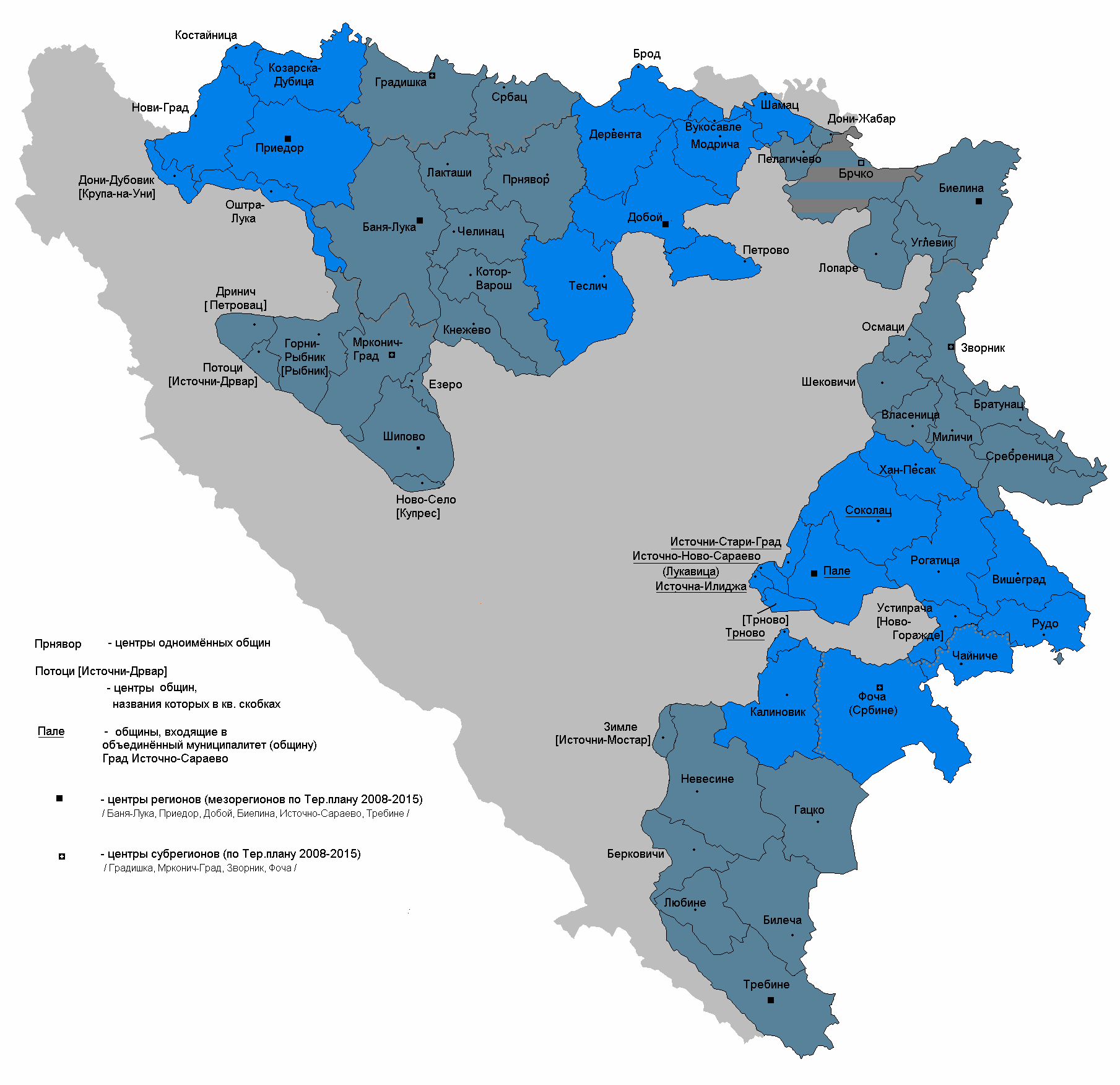
Мапа громад і регіонів Республіки Сербської

Станом на 20 травня 2013 року Республіка Сербська поділяється на 57 громад (серб. општина, општине), 6 міст або міських громад (серб. град, градови), в тому числі місто Істочно-Сараєво, що включає як міський округ 6 (з 57-ма) самостійними громадами. Громади та міста (міські громади) включають 2756 населених пунктів (серб. насељено мјесто, насељене мјеста).

## Округ Брчко
Самоврядний округ Брчко є одночасно частиною Федерації Боснії і Герцеговини і Республіки Сербської. Також округ перебуває під міжнародним спостереженням.